# Aurorazhdarcho
Aurorazhdarcho je vyhynulým rodem menšího pterodaktyloidního ptakoještěra z čeledi Ctenochasmatidae, žijícího v období pozdní jury (asi před 150 miliony let) na území dnešního Německa (lokalita Solnhofen). Byl to malý pterosaur s rozpětím křídel lehce přes půl metru, živící se nejspíš hlavně rybami. Detailní výzkum fosílií ukázal, že mohl mít pod zobákem malý vak, ve kterém snad po vzoru dnešních pelikánů přenášel ulovené ryby. Jeho blízkými příbuznými byli zástupci rodů Ctenochasma a Pterodactylus.

## Nejstarší ptakoještěr
Právě první dochovaný exemplář tohoto ptakoještěra je zřejmě nejstarší objevenou zkamenělinou ptakoještěra vůbec. Mezi lety 1757 a 1779 jej již vlastnila arcivévodkyně Marie Anna Habsbursko-Lotrinská (dcera císařovny Marie Terezie) ve své rozsáhlé sbírce nerostů a zkamenělin. Dnes je tento exemplář známý jako "Pester Exemplar" a je uložen v Budapešti (kam byl roku 1871 zakoupen).